# 斉藤朱夏
斉藤 朱夏（さいとう しゅか、1996年8月16日 -  ）は、日本の女性声優、歌手。埼玉県出身。所属事務所はホーリーピーク、所属レコードレーベルはSACRA MUSIC。
愛称はしゅかしゅー。女性声優ユニット・Aqoursのメンバーでもある。公式ファンクラブは「en」。

## 経歴

### デビューまで
4人兄弟（姉1人、兄2人）の末っ子として育った。小学4年生のとき、母の勧めでヒップホップダンスの体験レッスンに通い、それが楽しくて「私、ダンスやる！」と直感で決めて、高校3年生までダンスを9年間続けた。小学生時代に学級委員長や器楽クラブの部長を、中学生時代に合唱コンクールでの指揮者を務めるなど、「人前に立ち、目立つポジションに身を置くこと」「みんなを笑顔にすること」「何かに一生懸命取り組むこと」が好きな子どもであったという。
ダンスを始めたときから既に、「ミニモニ。への憧れ」「ステージに立つことへの憧れ」から、「歌って踊れて、ステージに立てる人」になることを志していた。高校2年生のとき、「歌って踊れるアーティスト」を目指すようになり、ヒップホップダンスと並行してボイストレーニングのレッスンに通うようになる。
2015年、『ラブライブ！』の続編シリーズ『ラブライブ！サンシャイン!!』のオーディションに、渡辺曜役で合格した。これにより声優デビューを叶えることになったが、養成所通いの経験がなかったこともあり、自身にとって声優の道は「声優の仕事を知らないまま、『ラブライブ！サンシャイン!!』のオーディションに受かったことで、いつの間にか気が付いたら声優になっていた」という。理由として「もともと声優を目指していた訳ではなくて、ずっとステージに立ちたいと思い続けてきた人間だったから」と述べている。

### デビュー以後
2015年、前述のように、『ラブライブ！サンシャイン!!』（渡辺曜役）への出演が決まり、Aqoursとしての活動を開始した。程なくして自身のTwitterを開設した。
2016年7月、『ラブライブ！サンシャイン!!』のテレビアニメの第1期が放送開始。
同年8月16日、自身の公式ブログを開設。
2017年2月にAqoursとして初めてのワンマンライブ（横浜アリーナ）に出演。
同年3月、第11回声優アワードにて、Aqoursの一員として歌唱賞を受賞した。
同年8月、「Animelo Summer Live 2017 -THE CARD-」（通称「アニサマ」。1日目）に、Aqoursの一員として初出演を果たした。
同年10月、『ラブライブ！サンシャイン!!』のテレビアニメの第2期が放送開始。
2018年8月15日、自身の公式ファンクラブ「しゅかランド」を開設。
同年8月16日、自身の1st写真集『裸足。』が発売された。
同年11月、東京ドームで開催されたAqoursの4thライブ「ラブライブ！サンシャイン!! Aqours 4th LoveLive! 〜Sailing to the Sunshine〜」に出演。
同年12月31日、Aqoursの一員として、『第69回NHK紅白歌合戦』の出場を果たした。
2019年1月4日、『ラブライブ！サンシャイン!!』の劇場版が公開。
同年2月5日、スマートフォンゲームアプリ『ミコノート』（天野結実役）に筆頭キャラクターとしての起用が発表された。
同年3月、ダンスチャンネル「ハロプロダンス学園」でナレーションに初挑戦。
同年6月12日、SACRA MUSIC所属でのソロ歌手としてのメジャーデビューを発表。
2023年4月28日、公式ファンクラブ「しゅかランド」がサービス終了し、5月1日、新公式ファンクラブ「en」が開設した。
2024年7月10日、ソロデビュー5周年記念ミニアルバム『555』を発売。また12月25日には、同年8月に埼玉・東武動物公園で開催した初野外ライブの模様を収めた映像作品『斉藤朱夏 -5th ANNIVERSARY朱演2024 天使と悪魔のささやき-』を発売。

## 活動・人物

### 活動について
前述のように、『ラブライブ！サンシャイン!!』のオーディションで渡辺曜役に合格して、声優デビューを叶えたが、前述のように、本人曰く声優になったことについては「声優の仕事を知らないまま、いつの間にか気が付いたら声優になっていた」感覚であった。そのため、声優になったことは「自分の人生の中で最も不思議なこと」であったという。2018年春のインタビューでは、「（声優デビューする以前は）『身体全体を使ってする表現』しか知らなかった。声だけであらゆる感情を表現する世界に踏み入れたこの3年間は、自分にとって戸惑いと驚きの連続でもあった。（デビューから3年経った現在でも、）ステージではあまり緊張しないけど、アフレコでは緊張してしまう」と述べている。一方で、「声優になってよかった」とも述べており、「かわいらしい美少女に命を吹き込むことができるから」を理由として挙げている。
自身の活動姿勢について、「努力は人を裏切らない」を大切にしているとした上で、「努力はして当たり前、人に見せるものではないと思っている」と述べている。理由として、「自分は才能に恵まれた人間ではなかった。だからいままで誰よりも人一倍努力し続けてきていまの自分があると思っている」と述べている。また、活動の過程で「日常のふとした瞬間に別れがあることに気付いた。だから、出会いを大切にしようと心掛けるようになった」という。
グラビア活動の機会もあり、特に『週刊ヤングジャンプ』では4回（うち表紙が2回）取り上げられている。

### ダンス・ステージ
インタビューにおいて、折に触れて「ダンスをすること、ステージに立つことが大好き。この思いは、子どものときからずっと変わらない」「いつか『斉藤朱夏』個人としてステージに立つことが目標。ステージに立って、一人でも多くの人間にいろいろな感情を、感謝の気持ちを伝えたいこと、それが自分がずっとやっていきたいこと」と述べている。
前述のように、小学4年生から高校3年生までヒップホップダンスを続けていた。インタビューにおいて、折に触れて「ダンスをずっと続けてきたことが、自分の活動に活きている」「ダンスは自分にとって『生きる原動力』。食べることも、寝る時間もこだわりはない、それよりもダンスをしている時間が楽しい」と述べている。ダンスの練習は、1日の中で毎日欠かさずに（自宅での練習を含めて）ダンスをする時間をつくるように心掛けていたとのことであり、「ダンスの存在は自分の中ではとても大きかった」という。また、ダンスを通して「苦しくても必死にやれば乗り越えられる」ことを学んだとも述べている。なお、ダンスは母の勧めで始めたとのことだが、母からは「チアダンスとヒップホップダンス、どっちがいい？」と聞かれて、ヒップホップダンスの体験レッスンに参加した。
ダンスを続ける過程で転機になったこととして、中学生のときの「前年では受かった、あるダンスのオーディションに落ちたこと」の経験を挙げている。当時はこのことが「人生で最も悔しかった」とのことであり、とにかく自分に腹が立って、いままで以上に練習量を増やしたし、自分がなぜ落ちたのかを細かく分析したという。これが実って別のダンスのオーディションに受かったが、この一連の経験を通して、「自分は才能に恵まれた人間ではない、地道に努力を積み重ねることが大切」ということに気付けたことが、自身に大きな影響を与えたという。2018年春のインタビューで「あのときのダンスのオーディションに落ちていなかったら、いまの自分はいないと強く思っている」と述べている。
また、小学5年生のときにダンスを辞めようと悩んだ時期が1年ほど続いたとのことだが、母が自分の悩みに気付きながらも、何も言わずに見守ってくれたことで乗り越えることができた経験から、「頑張ったら何かができる」ことを学び、もともとあった「負けず嫌い」の性格がより強くなったことも、人生の転機の一つとして挙げている。
ダンスの魅力について、「どんな感情も身体だけで表現できる。夢中になれて、我を忘れることができる」「1つの身体でいろいろな表現方法ができて、演技にも活かせて、違った自分になれる」と述べている。
また、ステージについても、「ステージに立っているときが、自分が最も輝いているとき」「物欲よりもステージ。ファンの前でステージでパフォーマンスできること自体が、自分へのご褒美」「No Stage,No Life」と述べている。ステージに臨む際は「自分が最も輝ける場所だからこそ、思う存分の感謝をこの瞬間に込めて、『みんなに届け』と思ってパフォーマンスをしている」と述べている。2018年のインタビューで「『斉藤朱夏』個人として、大きなステージに立つことが目標」と述べていたが、2019年8月に、ソロ歌手としてのメジャーデビューを叶えることになった。
なお、2017年2月に横浜アリーナで開催されたAqoursの1stライブでの「夜空は何でも知ってるの」で、斉藤のソロでのダンスパートが披露されている。また、ナレーターとしての初担当番組は、自身のダンス経験を活かせる「ハロプロダンス学園」であった。

### 人物的特徴等
愛称は「しゅかしゅー」。名付け親はAqoursのメンバーの小林愛香（小林曰く「響きが可愛いから」が名付けた理由という）。なお、2019年1月のインタビューでは、Aqoursのメンバーからは基本的に「しゅか」と呼ばれているという。
自身の性格について、前述の「負けず嫌い」の他に、「自由人」「天真爛漫」「甘えん坊キャラ」「さばさばしている」「人見知りしない」「悩みを一人で抱え込んでしまう」ことを挙げている。「悩みを一人で抱え込んでしまう」ことについては、「自分の弱さを他者に見せたくない」ことを理由として挙げている。その一方で、「悩みを周りから相談されることが少なくない」とも述べている。
周りの人間からは「真面目」とよく言われるとのことだが、本人曰く「自分ではそう思ったことはほとんどない」という。その一方で、「ライバルは自分自身」と思っているとのことであり、それが周りの人間から「真面目」と思われることが多い理由の一つかもしれないとも述べている。また、「基本的に平和主義なので、感情的に怒らないことを心掛けている」一方で、「自分に対しては、よく腹を立ててしまう」という。なお、中学校時代の友人がつくった、自身の「取扱説明書」によると、「テンションが上がると、噛みまくります」「毒舌は愛情表現です」「強がっているときに優しくすると、泣きます」などと書かれていたとのことであり、これらの性格については、2017年1月のインタビューで「全部当たっているし、いまもこれらのことはあまり変わっていないと思います」と述べている。
「陰のある人間で、コンプレックスの塊」であることも自覚している性格の一つとして挙げており、声優デビューしてからは「自分で自分のことが好きになれないでいた」時期が続いたという。しかし、活動の過程で、「自分を好きになることで、自分を好きになってもらうことができることに気付けた」ことで徐々に克服できるようになってきたという。
自身の目標として「いつまでも少女のような新鮮な心を持ち続けていたい」「他人に流されずに、自分の気持ちを貫ける人間でありたい」ことを挙げている。また、自身が大切にしていることとして「決まりごとは守りつつ、その中でどれほど自由に生きて自分を表現できるか」「好きなことを好きなときに好きなだけやる」「勝ったり負けたりを繰り返す（ことで悔しい思いを経験する）ことが自分の成長につながる」ことを挙げている。
声優になっていなければ、「子どもや動物が好きだから」という理由から、「幼稚園の先生」または「動物に携わる仕事」を目指していたことを、2018年春のインタビューで述べている。
小学6年生のときは器楽クラブの部長を務め、中学生のときはバドミントン部に、高校生のときは書道部に所属していた。なお、小学校時代はダンスと並行してピアノ、書道も習っており、特にピアノは3歳から小学6年生まで続けていた。また、先述のように、小学校時代に学級委員長の経験があるが、この経験が、2019年発表のスマートフォンゲームアプリ『ミコノート』に筆頭キャラクター（天野結実役）で起用される理由の一つになった。
尊敬できる人物として母、憧れの人物として浜崎あゆみをそれぞれ挙げている。インタビューでは母への感謝を折に触れて述べている。また、親交のある人物として、NGT48の荻野由佳を挙げている。
人物的特徴について、逢田梨香子は「すごくしっかりしていて、ストイック」「周りを見ることができる。人一倍の頑張り屋さん」、諏訪ななかは「一見すると妹っぽいけど、本当はしっかり者。いろいろ深いことを話せる存在」、鈴木愛奈は「自分が弱っているときに一番そばにいて欲しい存在。落ち込んでいるとき、弱っているときにすぐに気付いてくれる」とそれぞれ述べている。

## Aqoursとして
自身が人生で初めて購入したアニメのグッズが、『ラブライブ!』（μ's）のグッズであったという。オーディションに受かったときは、「歌やダンスを仕事にできる」ことで「すごく大きな目標を達成した」感覚になったことから、嬉しくて泣いてしまったという。また、Aqoursの一員として初めてステージに立ったときは、ステージに立って人前で歌って踊れることができるのが嬉しくて、自分はステージに立つことが性に合う人間であると改めて実感したという。
自身が担当する渡辺曜について、「とにかくアクティブで元気いっぱいで運動神経抜群な少女」「船長という夢とスクールアイドルでの成功という2つの目標に突き進む少女」として描かれているとのことで、小学4年生の頃からダンスを続け中学ではバドミントン部に所属するなどを自分自身も「アクティブ」だったため、その意味で「シンパシーを感じる」と述べている。
インタビューでは、「身も心も曜ちゃんとして生きたい」「私自身が曜ちゃん『そのもの』になりたい」と公言するなど、自身が担当する渡辺曜への強い思い入れを折に触れて言及している。曜の特徴については、「とにかくアクティブで元気いっぱいで運動神経抜群な少女」「あまり感情を出さずに雰囲気を察することができる」「Aqoursの9人の中では、最も女の子らしい」と述べている。また、自身にとっての「渡辺曜」の存在については「パートナーであり、我が子のような存在」「生涯を共にするレベルの存在。曜ちゃんに出会っていなければ、いまの自分はない」と述べている。
2018年1月のインタビューでは、「（曜ちゃんに）なりきるというか、Aqoursとして活動しているときは、自分の中では『渡辺曜』なんです。渡辺曜としてあの場所に立っているときは、渡辺曜として生きようという気持ちが心の底から湧き出る感覚が、自分の中ではあるので」と述べている。Aqoursの活動を始めてからは、渡辺曜に近い短めの髪型になっているが、それ以前は小学5年生以来ずっとロングヘアであった。
自身にとってのAqoursは「高校生活をもう一度過ごしている感覚」「ライバルである以上に、刺激や成長をもらえるいい仲間」「目指す目的地を共有できていて、失敗を恐れずに突っ走っていける、疾走感のあるグループ」と述べている。なお、Aqoursのメンバーでは最年少になる。
先述のように、ダンスを得意とするが、Aqoursのダンスの振り付けは、ターンが早かったり、裏の音をとって踊る振り付けがあることから、「いままで自分がやってきたダンスとは違っていた」という。一方で、細かい感情表現をするときは、自身のこれまでのダンス経験が活きているとも述べている。
Aqoursの活動を通して学んだこととして、「輝きの中にある愛」「心をおおらかに持つ大切さ」を挙げている。「輝きの中にある愛」については、「Aqoursの活動の過程で、応援してくれる人々のたくさんの愛のおかげで、大きなステージ、素敵な舞台へとたどり着けた」からを理由として述べている。「心をおおらかに持つ大切さ」については、2017年7月に「Anisong World Matsuri 2017」のロサンゼルス公演にAqoursの一員として参加したときの、ロサンゼルスの人々の、誰に対しても優しくウェルカムな姿勢に触発されて抱いたことであるという。
Aqoursとしての活動は「インプットをアウトプットするために頭を使う日々」と述べており、活動をする過程で「時間の体感速度が速くなった」と述べている。Aqoursのライブ時間は基本的に3時間を超えることが多いが、体感速度的には「10分」であるという。
Aqoursの楽曲の中でも特に大切にしている楽曲として、『恋になりたいAQUARIUM』（自身のセンター曲）を挙げている。
Aqoursのライブに臨む際は、どれほど練習しても本番前は絶対に緊張してしまう性格と自覚しているため、ライブ本番に臨む直前に香水をつけることが自分のルーティンであるという。「においフェチ」であることから「自分の香りをかぐことで安心できるから」も理由として挙げている。

## 出演
太字はメインキャラクター。

### テレビアニメ
2016年
- ラブライブ！サンシャイン!!（2016年 - 2017年、渡辺曜） - 2シリーズ
- タイムボカン24（子供達、子供B）

2018年
- 博多豚骨ラーメンズ（女）

2019年
- 俺を好きなのはお前だけかよ（カリスマ群A子 / サザンカ〈真山亜茶花〉）

2020年
- D4DJ First Mix（2020年 - 2021年、ミサミサ）
- 100万の命の上に俺は立っている（二代目マジハピンク）

2021年
- ワンダーエッグ・プライオリティ（川井リカ）

2022年
- 明日ちゃんのセーラー服（福元幹）

2023年
- 幻日のヨハネ -SUNSHINE in the MIRROR-（ヨウ）

### 劇場アニメ
- ラブライブ！サンシャイン!! The School Idol Movie Over the Rainbow（2019年、渡辺曜[68]）

### OVA
- 俺を好きなのはお前だけかよ〜俺たちのゲームセット〜（2020年、サザンカ〈真山亜茶花〉[69]）

### Webアニメ
- ミコノート 第"0"話 -前日譚-（2022年、天野ユミ[70]）
- 幻日のヨハネ -SUNSHINE in the MIRROR- 光景記（2022年、ヨウ[67]）

### ゲーム
2016年
- ラブライブ! スクールアイドルフェスティバル（2016年 - 2023年、渡辺曜）
- ウチの姫さまがいちばんカワイイ（陽良坂神 アマテラス）

2017年
- ドラジェネ -聖戦の絆-（プロセ、ルピナ）
- ハコニワカンパニワークス（メメ・カザミドリ）
- ファンタシースターオンライン2 es（ケイトレイター、アサシンクロー）

2018年
- ぷちぐるラブライブ!（渡辺曜）
- ドールズオーダー（ローエングリン）
- グランブルーファンタジー（2018年 - 2025年、サンカラ、渡辺曜）

2019年
- キグルミキノコ Q-bit（萱刈カラス）
- Shadowverse（渡辺曜）
- ラブライブ! スクールアイドルフェスティバル ALL STARS（2019年 - 2023年、渡辺曜）
- クイズRPG 魔法使いと黒猫のウィズ（花隈若菜、若葉、エニグマチェリー〈幼少期〉）

2020年
- ART CODE SUMMONER（ポール・ゴーギャン）
- 少女☆歌劇 レヴュースタァライト -Re LIVE-（渡辺曜）
- 東方ロストワード 

2021年
- ラブライブ!スクールアイドルフェスティバル 〜after school ACTIVITY〜 わいわい!Home Meeting!!（渡辺曜）
- パズルガールズ（ウォーリア、妙高）
- 東方ダンマクカグラ（河城にとり）

2022年
- ミコノート はれときどきけがれ（天野ユミ）
- SAMURAI MAIDEN -サムライメイデン-（武田信玄）

2023年
- メメントモリ（ケルベロス）
- ラブライブ! スクールアイドルフェスティバル2 MIRACLE LIVE!（2023年 - 2024年、渡辺曜）
- アズールレーン（フィリックス・シュルツ）
- ワールドダイスター 夢のステラリウム（2023年 - 2024年、舎人仁花子）
- 幻日のヨハネ -BLAZE in the DEEPBLUE-（ヨウ）
- IDOLY PRIDE（渡辺曜）

2024年
- 幻日のヨハネ NUMAZU in the MIRAGE（ヨウ）
- ファントム オブ キル -オルタナティブ・イミテーション-（ガ・ジャルグ）
- 逆転オセロニア（リナクレル）
- De:Lithe Last Memories（葦原ミコ）

### 吹き替え
- 齢5000年の草食ドラゴン、いわれなき邪竜認定（2023年 - 2024年、水の聖女[94]） - 2シリーズ[一覧 2]

### インターネット番組
- しゅかりごと（2018年11月2日 - 2020年6月27日、ABEMA RADIO）
- gooニュース (音声ニュース みんなの秘書秘書桃沢〈2020年6月 - 8月〉）

### ラジオ
- 斉藤朱夏 しゅかラジ!（2020年7月1日 - 、NACK5）

### テレビ
- ズームイン!!サタデー（2021年4月3日 - 4月24日）4月お天気キャスター（顔出し）[95]

### CM
- ラブライブ！ スクールアイドルフェスティバル（2017年4月27日 - ）
- マルイノアニメ「猫がくれたまぁるいしあわせ」 (2017年5月 - 、吉本美希）[45]
- マイクロマガジン社 GCN文庫「霜月さんはモブが好き」（2022年2月 - ） - ナレーション[96]
- 埼玉県警察公式チャンネル　サイバー攻撃対策啓発（2023年）

### ナレーション
- ハロプロダンス学園（2019年3月 - 、ダンスチャンネル）[97]

### 朗読劇
- ハイセンスA3-D 朗読演劇「図書委員界」（2025年〈予定〉、八神桃華[98]）

### 写真集
- 「裸足。」（2018年8月16日、東京ニュース通信社、撮影：細居幸次郎）ISBN 978-4-86336-798-2
- 斉藤朱夏 2nd写真集 朱夏休み（2022年2月14日、KADOKAWA）、ISBN 978-4-04897-193-5

### フォトブック
- 「しゅかすがた」（2020年12月26日発売、東京ニュース通信社） ISBN 978-4-80761-185-0

### 雑誌連載
- B.L.T. VOICE GIRLS （「しゅかすがた」、VOL.31 - ）
- 月刊ザテレビジョン（「しゅか書店」、2018年2月号 - 2020年8月号）
- 月間ザテレビジョン（「スニーカーを履いて。」、2020年9月号 - ）

### その他コンテンツ
- 週刊ヤングジャンプ 2017年8月17日発売号（巻頭グラビア）[99]、2017年12月21日発売号[100]、2018年2月8日発売号（表紙、巻頭グラビア）[101]、2018年9月27日発売号（表紙、巻頭グラビア）[102]
- 週刊ビッグコミックスピリッツ 2019年4月15日発売号

（表紙、巻頭グラビア）
2020年11月21日発売号

## ディスコグラフィ

### シングル
|            | 発売日         | タイトル         | 規格品番    | 規格品番   | 規格品番    | オリコン 最高位 |
| 初回限定盤 | 発売日         | タイトル         | 通常盤      | 期間限定盤 |             | オリコン 最高位 |
| ---------- | -------------- | ---------------- | ----------- | ---------- | ----------- | --------------- |
| 1st        | 2019年11月20日 | パパパ           | VVCL-1545/6 | VVCL-1547  | VVCL-1548/9 | 12位            |
| 2nd        | 2021年2月10日  | セカイノハテ     | VVCL-1800/2 | VVCL-1803  | VVCL-1804/5 | 8位             |
| 3rd        | 2022年8月17日  | イッパイアッテナ | VVCL-2085/6 | VVCL-2087  |             | 12位            |
| 4th        | 2023年2月22日  | 僕らはジーニアス | VVCL-2210/1 | VVCL-2212  | VVCL-2213/4 | 17位            |

### アルバム

#### フルアルバム
|            | 発売日        | タイトル     | 規格品番    | 規格品番    | 規格品番  | オリコン 最高位 |
| 完全限定盤 | 発売日        | タイトル     | 初回限定盤  | 通常盤      |           | オリコン 最高位 |
| ---------- | ------------- | ------------ | ----------- | ----------- | --------- | --------------- |
| 1st        | 2021年8月18日 | パッチワーク | VVCL-1903/5 | VVCL-1906/7 | VVCL-1908 | 13位            |

#### ミニアルバム
|            | 発売日         | タイトル       | 規格品番    | 規格品番                        | 規格品番  | オリコン 最高位 |
| 完全限定盤 | 発売日         | タイトル       | 初回限定盤  | 通常盤                          |           | オリコン 最高位 |
| ---------- | -------------- | -------------- | ----------- | ------------------------------- | --------- | --------------- |
| 1st        | 2019年8月14日  | くつひも       | VVCL-1490/2 | VVCL-1493/4                     | VVCL-1495 | 5位             |
| 2nd        | 2020年11月11日 | SUNFLOWER      |             | VVCL-1758/9 (A) VVCL-1760/1 (B) | VVCL-1762 | 11位            |
| 3rd        | 2023年8月9日   | 愛してしまえば |             | VVCL-2316/7                     | VVCL-2318 | 14位            |
| 4th        | 2024年7月10日  | 555            |             | VVCL-2514 VVCL-2515 VVCL-2516   | VVCL-2517 | 11位            |

#### 映像作品
|            | 発売日         | タイトル                                                             | 規格品番      | 規格品番 |
| 完全限定盤 | 発売日         | タイトル                                                             | 通常盤        |          |
| ---------- | -------------- | -------------------------------------------------------------------- | ------------- | -------- |
| 1st        | 2022年4月13日  | 斉藤朱夏 LIVE＆DOCUMENT-朱演2021“つぎはぎのステージ”-                | VVXL-90～92   | VVXL-93  |
| 2nd        | 2023年12月6日  | 斉藤朱夏 -朱演2023 LIVE HOUSE TOUR 愛のやじるし- at KT Zepp Yokohama | VVXL-180/1    | VVXL-182 |
| 3rd        | 2024年12月25日 | 斉藤朱夏 -5th ANNIVERSARY朱演2024 天使と悪魔のささやき-              | VVXL-231～232 | VVXL-233 |

### タイアップ曲
| 楽曲             | タイアップ                                                                                   | 時期   |
| ---------------- | -------------------------------------------------------------------------------------------- | ------ |
| パパパ           | テレビアニメ『俺を好きなのはお前だけかよ』オープニングテーマ                                 | 2019年 |
| セカイノハテ     | テレビアニメ『バック・アロウ』エンディングテーマ                                             | 2021年 |
| 僕らはジーニアス | テレビアニメ『齢5000年の草食ドラゴン、いわれなき邪竜認定』日本語吹き替え版オープニングテーマ | 2023年 |

### キャラクターソング
| 発売日         | 商品名                                                                                       | 歌 | 楽曲                                                                          | 備考                                                                                 |
| -------------- | -------------------------------------------------------------------------------------------- | --- | ----------------------------------------------------------------------------- | ------------------------------------------------------------------------------------ |
| 2020年3月25日  | 俺を好きなのはお前だけかよ BD・DVD第4巻特典CD                                                | サザンカ（斉藤朱夏） | 「ツンデラブ」                                                                | テレビアニメ『俺を好きなのはお前だけかよ』関連曲                                     |
| 2021年3月10日  | 巣立ちの歌/Life is サイダー                                                                  | アネモネリア | 「巣立ちの歌」                                                                | テレビアニメ『ワンダーエッグ・プライオリティ』オープニングテーマ                     |
| 2021年3月10日  | 巣立ちの歌/Life is サイダー                                                                  | アネモネリア | 「Life is サイダー」                                                          | テレビアニメ『ワンダーエッグ・プライオリティ』エンディングテーマ                     |
| 2021年3月10日  | 巣立ちの歌/Life is サイダー                                                                  | アネモネリア | 「anemos」                                                                    | テレビアニメ『ワンダーエッグ・プライオリティ』関連曲                                 |
| 2021年3月10日  | 巣立ちの歌/Life is サイダー                                                                  | 川井リカ（斉藤朱夏） | 「巣立ちの歌」                                                                | テレビアニメ『ワンダーエッグ・プライオリティ』関連曲                                 |
| 2021年3月10日  | 福元幹ミニアルバム「hem」from TVアニメ『明日ちゃんのセーラー服』                             | 福元幹（斉藤朱夏） | 「hem」                                                                       | テレビアニメ『明日ちゃんのセーラー服』劇中歌                                         |
| 2021年3月10日  | 福元幹ミニアルバム「hem」from TVアニメ『明日ちゃんのセーラー服』                             | 福元幹（斉藤朱夏） | 「Delusion」 「Illumination」 「Baton」 「風にまかせて」 「はじまりのセツナ」 | テレビアニメ『明日ちゃんのセーラー服』関連曲                                         |
| 2023年11月13日 | 夢のステラリウム                                                                             | 鳳ここな（石見舞菜香）、静香（長谷川育美）、カトリナ・グリーベル（天城サリー）、新妻八恵（長縄まりあ）、柳場ぱんだ（大空直美）、流石知冴（佐々木李子）、千寿暦（鳥部万里子）、ラモーナ・ウォルフ（田中美海）、王雪（花井美春）、リリヤ・クルトベイ（安齋由香里）、与那国緋花里（下地紫野）、千寿いろは（岡咲美保）、白丸美兎（近藤玲奈）、阿岐留カミラ（若井友希）、猫足蕾（芹澤優）、本巣叶羽（赤尾ひかる）、連尺野初魅（葵井歌菜）、烏森大黒（Lynn）、舎人仁花子（斉藤朱夏）、萬容（山村響）、筆島しぐれ（吉岡麻耶） | 「夢のステラリウム」                                                          | ゲーム『ワールドダイスター 夢のステラリウム』関連曲                                  |
| 2024年2月28日  | ゲームアプリ『ワールドダイスター 夢のステラリウム』 Vocal Album Vol.2「Faith in Expression」 | 連尺野初魅（葵井歌菜）、烏森大黒（Lynn）、舎人仁花子（斉藤朱夏）、萬容（山村響）、筆島しぐれ（吉岡麻耶） | 「Faith in Expression」 「夢のステラリウム」                                  | ゲーム『ワールドダイスター 夢のステラリウム』関連曲                                  |
| 2024年2月28日  | ゲームアプリ『ワールドダイスター 夢のステラリウム』 Vocal Album Vol.2「Faith in Expression」 | 連尺野初魅（葵井歌菜）、舎人仁花子（斉藤朱夏） | 「純粋と奔放」                                                                | ゲーム『ワールドダイスター 夢のステラリウム』関連曲                                  |
| 2024年2月28日  | ゲームアプリ『ワールドダイスター 夢のステラリウム』 Vocal Album Vol.2「Faith in Expression」 | 舎人仁花子（斉藤朱夏）、萬容（山村響） | 「フレーフレー・ファンファーレ！」                                            | ゲーム『ワールドダイスター 夢のステラリウム』関連曲                                  |
| 2024年6月26日  | アオとアカ                                                                                   | 葦原ミコ（斉藤朱夏） | 「アオトアカ」                                                                | ゲーム『De:Lithe Last Memories』関連曲                                               |
| 2024年9月20日  | Bring the LOVE！                                                                             | 渡辺曜（斉藤朱夏）、上原歩夢（大西亜玖璃）、澁谷かのん（伊達さゆり）、日野下花帆（楡井希実）、高坂穂乃果（新田恵海） | 「Bring the LOVE！」                                                          | ライブイベント『LoveLive! Series Asia Tour 2024 ～みんなで叶える物語～』テーマソング |
| 2025年1月26日  | Worlds Dye Star                                                                              | シリウス、銀河座、Eden、劇団電姫 | 「Worlds Dye Star」                                                           | ゲーム『ワールドダイスター 夢のステラリウム』関連曲                                  |
| 2025年10月22日 | メメントモリ Lament Collection Vol.3 〜Witches of Qlipha〜                                   | ケルベロス（斉藤朱夏） | 「IV. THE THUNDER」                                                           | ゲーム『メメントモリ』キャラクター専用曲                                             |

## ライブ・イベント

### 合同ライブ
| 出演日         | タイトル                                  | 会場                                | 備考               |
| -------------- | ----------------------------------------- | ----------------------------------- | ------------------ |
| 2021年1月3日   | Sony Music AnimeSongs ONLINE 日本武道館   | 日本武道館 (東京都)                 | オンライン配信のみ |
| 2021年6月19日  | EJ My Girl Festival 2021                  | 舞浜アンフィシアター (千葉県)       |                    |
| 2022年8月26日  | Animelo Summer Live 2022 -Sparkle-        | さいたまスーパーアリーナ（埼玉県）  |                    |
| 2022年11月26日 | SACRA MUSIC FES. 2022 -5th Anniversary-   | 幕張メッセ イベントホール（千葉県） |                    |
| 2023年7月30日  | リスアニ！LIVE SPECIAL EDITION ナツヤスミ | 立川ステージガーデン（東京都）      |                    |
| 2025年2月22日  | リスパレ! LIVE vol.2                      | 心斎橋BIGCAT（大阪府）              |                    |

### ファンクラブイベント
| 出演日         | タイトル                         | 会場                              |
| -------------- | -------------------------------- | --------------------------------- |
| 2019年3月21日  | しゅかランド～The First Time～   | 日テレらんらんホール(東京都)      |
| 2019年12月20日 | チキンとポテトどっちがいい？     | 昭和女子大学 人見記念講堂(東京都) |
| 2021年9月11日  | 喫茶朱夏～聞きたい？聞かせて？～ | 日テレらんらんホール(東京都)      |

### その他イベント
| 出演日        | タイトル                                                                   | 会場                 | 備考 |
| ------------- | -------------------------------------------------------------------------- | -------------------- | ---- |
| 2023年1月31日 | 埼玉県警察サイバーセキュリティフェスティバル・一日サイバー攻撃対策広報大使 | プラザノース(埼玉県) |      |